# Станіслав Морштин
Станіслав Морштин (*Stanisław Morsztyn, бл. 1623  —†1725) — польський шляхтич, військовик та урядник Речі Посполитої, поет, перекладач.

## Життєпис
Походив зі шляхетського роду Морштинів гербу Леліва. Навчався в аріанській школі у Рацидорську. У 1638 році вирушив на навчання за кордон. Вивчав різні науки в університетах Брабанту, Німеччини, Франції та Італії. Після повернення вивчав науки у свого вуйка Кшиштофа Арцишевського. Після цього перейщов на службу до великого коронного гетьмана Станіслава Конецпольського.
Згодом очолив піхотний полк на чолі якого воював проти української Козацької держави. В 1649 році перебував у Збаражі, обложеному військами під проводом Богдана Хмельницького, згодом брав участь в битві під Берестечком у 1651 році. З початком війни із Швецією у 1655 році повертається до Польщі. Того ж року відзначився при обороні Кракова. Після завершення шведської кампанії у 1660 році перебирається до України, де розпочалася війна Речі Посполитої проти Московської держави. У 1660 році С. Морштин бере участь у битві під Чудновим. У 1664 році стає учасником загарбницького походу Стефана Чарнецького на Правобережну Україну.
У 1668 році отримує посаду підстольника Холмського. Після обрання королем Міхала Вишневецького переходить в опозицію. З початком польсько-турецької війни вирушає на Поділля. У 1673 році бере участь у битві під Хотином, у 1675 році був серед активних захисників м. Львова від османських військ, а у 1676 році звитяжив під Журавним. Того ж року призначається хорунжим Заторського повіту. У 1683 році у складі польських військ брав участь у Віденській битві 1683 року.
Згодом брав участь у військових походах короля Яна III Собеського до Молдавії у 1686 та 1691 роках. У 1687 році отримує посаду каштеляна Черська. У 1697 році як учасник елекційного сейму підтримав кандидатуру курфюрста Саксонії Августа II на трон Речі Посполитої. У 1699 році призначається воєводою мазовецьким.
З початком Великої північної війни у 1700 році залишився вірним королю. У 1704 році призначається воєводою сандомирським. Того ж року Морштин серед активних учасників створення Сандомирської конфедерації на противагу прошведської Варшавської конфедерації.
Після вигнання шведів з Польщі дедалі більше віддалявся від короля Августа II, невдоволений абсолютистськими нахилами останнього. У 1715 році Станіслав Морштин став натхненником створення Тарногрудської конфедерації, що повинна була боронити інтереси магнатів та шляхти. також планувалося повалити короля. Втім під тиском московського царя Петра I це зробити не вдалося. Після припинення у 1717 році діяльності конфедерації Морштин відійшов від справ і помер у грудні 1725 року.

## Творчість
замолоду виявив хист до поезії. Втім розглядав її як засіб відпочинку від справ, розвагу. Його лірика, фрашки та епіграми несуть на собі печатку аристократичної культури салонів. Основна частина творчої спадщини С.Морштина залишилася в рукописах. Відомо про Поему на честь Валеріана Отвіновського (1638 рік) та трени (ліричний віршований твір) — «Тяжка скорбота за втраченими дітями» (1698 рік).
Станіслав Морштин був відомим перекладачем свого часу. Він перший у Польщі перекладач Жана Расіна («Андромаха», 1698 рік). також відомий його переклад трагедії Сенеки «Федра» (1698 рік, польська назва — «Іполит»).